# Mmap

mmap (« memory map ») est un appel système UNIX (norme POSIX). Il établit une projection en mémoire des fichiers ou périphériques.
mmap est parfois utilisé pour la communication inter-processus. Pour cette fonctionnalité, il existe aussi l'appel système shmem. La différence entre les deux est que pour mmap, les données en mémoire ne sont pas persistantes.
Certains systèmes supportent une version étendue de mmap, qui permet d'allouer de la mémoire virtuelle sans la lier à un fichier. mmap est donc utilisé pour l'allocation de mémoire.

## Paramètres
La fonction prend six arguments :
```
void
 
*
mmap
(
void
 
*
addr
,
 
size_t
 
length
,
 
int
 
prot
,
 
int
 
flags
,
 
int
 
fd
,
 
off_t
 
offset
);

```

1. Adresse de départ en mémoire virtuelle.
2. Taille de la projection.
3. Protection (PROT_EXEC, PROT_READ, PROT_WRITE, PROT_NONE).
4. Drapeau (MAP_SHARED, MAP_PRIVATE, MAP_POPULATE...).
5. Descripteur de fichier.
6. Position dans ce fichier.

## Exemple
```
#include
 
<sys/types.h>

#include
 
<sys/mman.h>

#include
 
<err.h>

#include
 
<fcntl.h>

#include
 
<stdio.h>

#include
 
<stdlib.h>

#include
 
<string.h>

#include
 
<unistd.h>

int
 
main
(
void
)

{

        
const
 
char
 
str1
[]
 
=
 
"string 1"
;

        
const
 
char
 
str2
[]
 
=
 
"string 2"
;

        
int
 
parpid
 
=
 
getpid
(),
 
childpid
;

        
int
 
fd
 
=
 
-1
;

        
char
 
*
anon
,
 
*
zero
;

        
if
 
((
fd
 
=
 
open
(
"/dev/zero"
,
 
O_RDWR
,
 
0
))
 
==
 
-1
)

                
err
(
1
,
 
"open"
);

        
anon
 
=
 
(
char
*
)
mmap
(
NULL
,
 
4096
,
 
PROT_READ
|
PROT_WRITE
,
 
MAP_ANON
|
MAP_SHARED
,
 
-1
,
 
0
);

        
zero
 
=
 
(
char
*
)
mmap
(
NULL
,
 
4096
,
 
PROT_READ
|
PROT_WRITE
,
 
MAP_FILE
|
MAP_SHARED
,
 
fd
,
 
0
);

        
if
 
(
anon
 
==
 
MAP_FAILED
 
||
 
zero
 
==
 
MAP_FAILED
)

                
errx
(
1
,
 
"either mmap"
);

        
strcpy
(
anon
,
 
str1
);

        
strcpy
(
zero
,
 
str1
);

        
printf
(
"PID %d:
\t
anonymous %s, zero-backed %s
\n
"
,
 
parpid
,
 
anon
,
 
zero
);

        
switch
 
((
childpid
 
=
 
fork
()))
 
{

        
case
 
-1
:

                
err
(
1
,
 
"fork"
);

                
/* NOTREACHED */

        
case
 
0
:

                
childpid
 
=
 
getpid
();

                
printf
(
"PID %d:
\t
anonymous %s, zero-backed %s
\n
"
,
 
childpid
,
 
anon
,
 
zero
);

                
sleep
(
3
);

                
printf
(
"PID %d:
\t
anonymous %s, zero-backed %s
\n
"
,
 
childpid
,
 
anon
,
 
zero
);

                
munmap
(
anon
,
 
4096
);

                
munmap
(
zero
,
 
4096
);

                
close
(
fd
);

                
return
 
(
EXIT_SUCCESS
);

        
}

        
sleep
(
2
);

        
strcpy
(
anon
,
 
str2
);

        
strcpy
(
zero
,
 
str2
);

        
printf
(
"PID %d:
\t
anonymous %s, zero-backed %s
\n
"
,
 
parpid
,
 
anon
,
 
zero
);

        
munmap
(
anon
,
 
4096
);

        
munmap
(
zero
,
 
4096
);

        
close
(
fd
);

        
return
 
(
EXIT_SUCCESS
);

}

```